# آلن رودریگز (بازیکن فوتبال)
آلن رودریگز (انگلیسی: Allan Rodriguez؛ زادهٔ ۲۷ مهٔ ۲۰۰۴) بازیکن فوتبال اهل ایالات متحده آمریکا است.
وی همچنین در تیم ملی فوتبال United States U15 بازی کرده‌است.